# Pierre Sonnerat

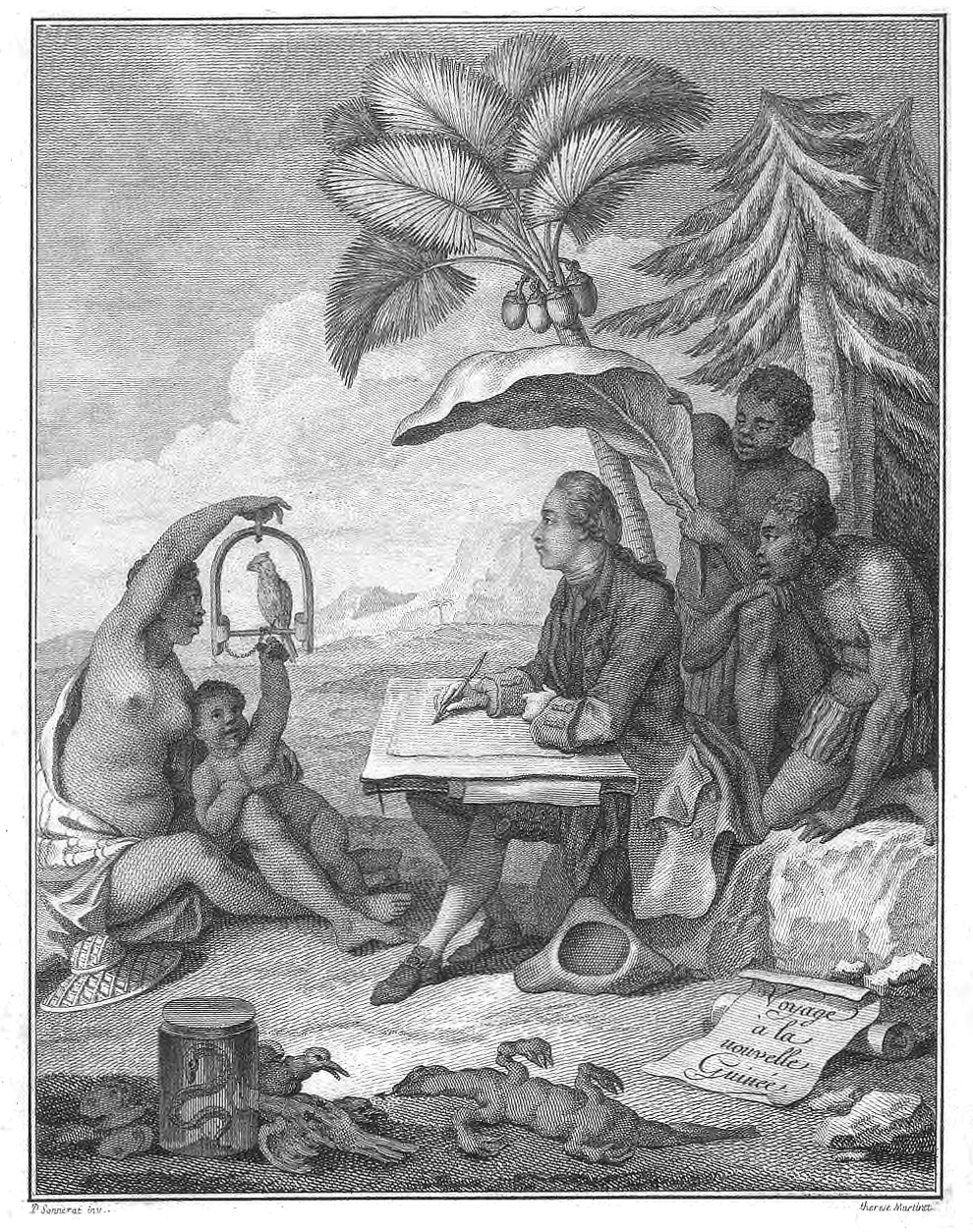
A la sombre de una palma, Pierre Sonnerat, realiza una ilustración de un perico, en Nueva Guinea.

Pierre Sonnerat ( 18 de agosto de 1748 – 31 de marzo de 1814) fue un naturalista y explorador francés.
Sonnerat era sobrino del botánico Pierre Poivre.
Realizó varios viajes al sudeste de Asia, visitando Filipinas y las Molucas entre 1769 y 1772 así como la India y China de 1774 a 1781. Fue el primero en dar una descripción científica del lichi. También fue la persona que malinterpretó el comentario de un guía malgache que vio un lémur y gritó "¡indri!" ("¡mira!" en idioma malgache). Sonnerat pensó que le decía el nombre del animal y a este lémur todavía se le conoce como indri (Indri indri) en la actualidad.
Sus libros incluyen Voyage à la Nouvelle-Guinée (1776) y Voyage aux Indes orientales et à la Chine, fait depuis 1774 jusqu'à 1781 tomo 1 (1782).

## Honores

### Eponimia
Zoología
Especies
- Gallo gris (Gallus sonneratii)

Botánica
Género
- (Lythraceae)  Sonneratia L.f.[1]

Especies
- (Arecaceae) Lodoicea sonneratii Baill.[2]

- (Convolvulaceae) Convolvulus sonneratii Wood[3]

- (Malvaceae) Abutilon sonneratianum (Cav.) Sweet[4]

- (Malvaceae) Sida sonneratiana Cav.[5]

- (Urticaceae) Phenax sonneratii (Poir.) Wedd.[6]

- (Vitaceae) Cayratia sonneratii Gagnep.[7]

- La abreviatura «Sonn.» se emplea para indicar a Pierre Sonnerat como autoridad en la descripción y clasificación científica de los vegetales.[8].